# حسین ذوالفقاری
حسین ذوالفقاری (زاده ۱۳۳۸ نهاوند) سرتیپ پاسدار فرماندهی انتظامی جمهوری اسلامی ایران است که از بهمن‌ ۱۴۰۳ به‌عنوان دبیرکل ستاد مبارزه با مواد مخدر فعالیت می‌کند. او همچنین مشاور فرمانده کل انتظامی است.
وی فعالیت نظامی را در خلال جنگ ایران و عراق در سپاه پاسداران انقلاب اسلامی آغاز کرد. ذوالفقاری از ۱۳۷۹ تا ۱۳۸۲ فرمانده انتظامی استان فارس و از ۱۳۸۲ تا ۱۳۸۴ فرمانده انتظامی استان اصفهان بود، در فاصله سالهای ۱۳۸۴ تا ۱۳۸۷ به‌عنوان جانشین فرمانده نیروی انتظامی فعالیت می‌کرد و از ۱۳۸۷ تا ۱۳۹۳ فرماندهی مرزبانی جمهوری اسلامی ایران را برعهده داشت. وی در فاصله سالهای ۱۳۹۳ تا ۱۴۰۰ به‌عنوان معاون امنیتی و انتظامی وزارت کشور فعالیت می‌کرد. ذوالفقاری از سال ۱۴۰۲ تا ۱۴۰۳ مشاور و رئیس دفتر جانشین فرمانده کل نیروهای مسلح در امور فراجا بود.